# Mission Florimont

Mission Florimont est une pièce de théâtre de 2009 créée par Sacha Danino et Sébastien Azzopardi, ce dernier étant aussi le metteur en scène.

## Argument
En 1534, le roi de France est acculé de toutes parts. Son ultime espoir : Florimont de la Courneuve, le meilleur de ses agents… enfin de ceux qui lui restent… enfin, le seul qui lui reste. Objectif : Constantinople. Ses adversaires : des mercenaires plus terrifiants que des compagnies d’assurances, des traîtres espagnols et même une femme au bonnet M.

## Distribution
- Florimont : Sébastien Castro ou Sébastien Azzopardi ou Rodolphe Sand ou Nicolas Martinez
- Margot : Julie Victor ou Aurélie Konaté ou Diane Dassigny
- François 1er : Guillaume Bouchède ou Sébastien Azzopardi ou Alexandre Jerome
- Soldats : Erwan Creignou ou Gilles-Vincent Kapps ou Benoit Moret
- Charles Quint : Olivier Solivérès ou Franck Desmedt ou Benoît Tachoires

## Représentations
La pièce a été présentée successivement à Paris au Théâtre Tristan-Bernard, au Théâtre Le Temple et au théâtre Michel, en tournée, puis au Splendid et à la Comédie de Paris. En tout, plus de mille représentations.[réf. nécessaire]

## Accueil de la critique et nominations
La pièce a été accueillie favorablement par Le Figaro, et Première, de manière plus mitigée par L'Express, et éreintée par Télérama.
Mission Florimont a été nommée aux Molières 2010 dans la catégorie du Molière du meilleur spectacle comique.